# 빌 에드워즈

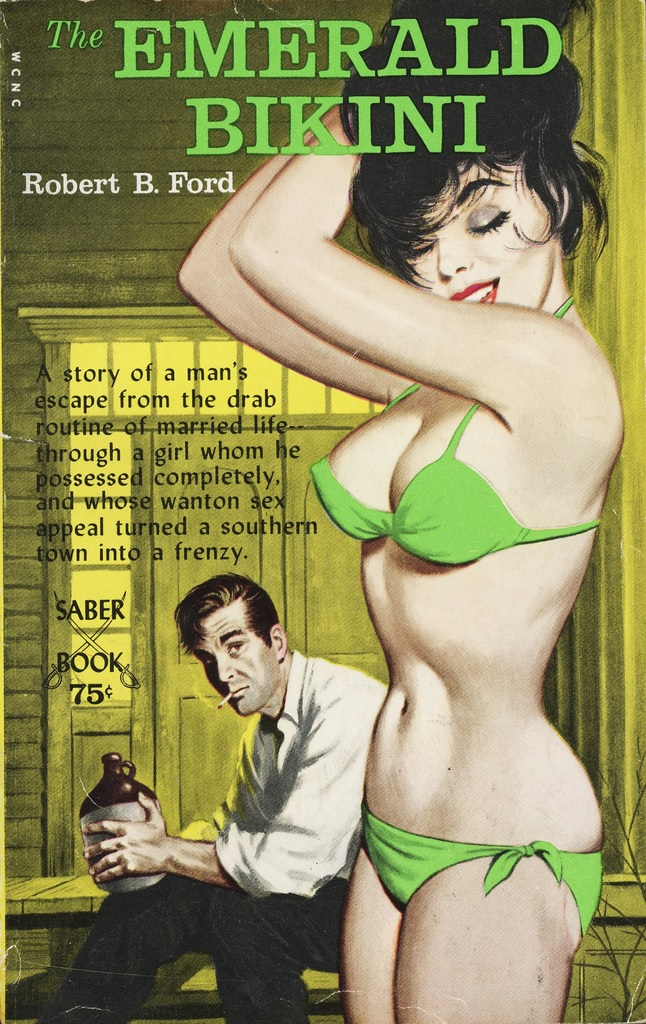

빌 에드워즈(Bill Edwards, 1918년 9월 14일 ~ 1999년 12월 21일)는 미국의 배우, 예술가, 텔레비전 배우이다.
뉴저지주에서 태어났으며 뉴포트비치에서 사망하였다.

## 영화
- 러브 인 맨하탄 (2002년)
- 위자드 오브 더 데몬 스워드 (1991년)
- 매그넘 P.I. (1980년)
- 하와이 5-0수사대 (1968년)
- 홍콩에서 온 백작 (1967년)
- 워 러버 (1962년)
- 보난자 (1959년)
- 약소국 그랜드 펜윅 이야기 (1959년)
- 숙녀들의 합창 (1949년)
- 정복 영웅의 환영 (1944년)
- 나우 보이저 (1942년)
- 성조기의 행진 (1942년)